# المليونيرة (فلم)
المليونيرة هو فيلم سوري للثنائي دريد ونهاد قلعي عرض عام 1966.

## قصة الفيلم
يدور العمل حول مجموعة من الشباب الباحثين عن الثراء السريع، ويعلمون أن أرملة مليونيرة شابة قدمت للمدينة، فيدعي أحدهم أنه أمير حتى يوقعها في شباكه، ويتزوجها، وبالفعل تقع في حبه الأرملة، ولكن ضميره يستيقظ، فهل سيعترف لها بالحقيقة؟.

## طاقم العمل
تمثيل
- دريد لحام
- نهاد قلعي
- صباح
- هالة شوكت
- كواكب
- منير معاصري
- موسى حلمي
- سهيل نعماني

تأليف
- يوسف معلوف: سيناريو.
- نهاد قلعي: سيناريو وحوار.

إخراج
- يوسف معلوف: مخرج.
- منير بطش: مساعد مخرج.[2]